# Romy Haag
Romy Haag (assignée garçon sous le nom d'Eduard Frans Verbaarsschott), née le 1er janvier 1951 à Scheveningen, Pays-Bas, est une danseuse, chanteuse,  actrice et ancienne manager néerlandaise de nightclub.

## Biographie
Romy Haag commença sa carrière avec le Circus Strassburger, dirigeant des matinées pour enfants comme clown. À l'âge de 16 ans, elle rejoint un trapéziste travaillant dans ce cirque installé à Paris où elle commença sa profession de danseuse exotique dans le nightclub Alcazar.
En 1972, un directeur américain de spectacles organisa une tournée pour Romy Haag où elle montra son show Berlin Chanson à Fire Island dans le Long Island et à Atlantic City. Là, elle rencontra et tomba amoureuse d'un musicien de rues venu de Berlin et décida de retourner en Europe pour vivre avec lui dans la capitale allemande.
En 1977, elle sort son premier single Liege-Samba, composé par Udo Lindenberg, et plus tard elle le rejoint sur sa tournée. L'année suivante, elle réalise son second single Superparadise publié par Philips. En 1979, la New York's Profile Gallery présente une exposition photographique en son honneur, et en 1981, elle réalise son premier album, titré So Bin Ich (en anglais, That's Me) en collaboration avec le compositeur allemand Klaus Hoffmann. Elle est un temps la muse et la maîtresse de David Bowie,.
À l'âge de 33 ans, elle décida d'avoir une chirurgie d'affirmation de genre en Suisse. En 1983, elle vendit son nightclub Chez Romy Haag et s'offrit un voyage de découvertes autour du monde d'une année. En 1986, elle tourna en Allemagne, Autriche, Suisse et aux États-Unis avec son show City In The Night.
Romy Haag a joué dans 26 films en Allemagne, parmi eux Plastik Fieber, Zum Beispiel Otto Spal et Mascara avec Charlotte Rampling et a réalisé 17 albums, tels que Flugblatt et le musical Tell. Dans le milieu des années 1980, elle devint la figure marquante de Queen Zero, une performance artistique en installation vidéo au New York's Museum Of Modern Art.
En 1999, elle rédige son autobiographie Eine Frau und mehr, qui inclut des détails sur ses relations avec la chanteuse française parfois prétendue transgenre Amanda Lear.

## Distinction
L'astronome allemand Felix Hormuth découvre le 29 janvier 2009 une petite planète qu'il nomme Romy Haag. Plus tard, le nom officiel de cet astéroïde sera le n°(305660) Romyhaag (2009 BJ73).

## Discographie
- 1977 : Tell! (Théâtre musical avec Udo Lindenberg, Alexis Korner, Su Kramer et Jürgen Drews
- 1981 : So bin Ich
- 1983 : Flugblatt
- 1985 : City in the night
- 2000 : So bin Ich (remastérisé)
- 2001 : Balladen für Huren und Engel
- 2004 : Reichtum-Chill-Inn-Music (Méditation)
- 2005 : Frauen, die ich nicht vergessen kann
- 2010 : Moving on

## Publication
- (de) Eine Frau und mehr, Romy Haag, 1999, Quadriga  (ISBN 3-88679-328-1).